# Kompozice B
Kompozice B (angl. Composition B) je název pro jeden konkrétní hexolit, čili odlévanou trhavinu na bázi TNT a hexogenu.

## Popis
Typicky se jedná o směs 59,5 % hmotnostních procent hexogenu, 39,4 % TNT a 1 % parafínového vosku. Má hustotu kolem 1,65 g/cm³ a detonační rychlost lehce pod 8000 m/s s detonačním tlakem Pcj kolem 270 kbar. Jde tedy o silnou výbušninu, která je znatelně silnější než např. semtex a o něco silnější než C-4. Dříve se masivně používala pro plnění především delostřelecké munice a hlavic neřízených raket (Hydra). Analogickou směsí jsou plněny i 152mm dělostřelecké granáty AČR. Pro svoji na moderní poměry vysokou citlivost k nárazu, plameni a blízké detonaci je její použití ve světě velmi rychle omezováno a v zemích západní Evropy a USA je už prakticky minulostí.